# Leandro Mendoza (General)
Leandro Ramos Mendoza (* 17. März 1946 in San Juan, Provinz Batangas; † 7. Oktober 2013 in Manila) war ein philippinischer General und Politiker.

## Biografie
Nach dem Schulbesuch trat er in den Militärdienst und war als Offizieranwärter Absolvent der Militärakademie (Philippine Military Academy), die er mit einem Bachelor of Science (B.Sc.) abschloss. Ein anschließendes Postgraduiertenstudium in Öffentlicher Verwaltung an der University of the Philippines in Cebu City beendete er mit einem Master of Science (M.Sc.) in Public Management.
1970 wurde er Offizier im Kommando für Metro Manila (METROCOM) der Philippine Constabulary (PC), der Vorgängerin der heutigen Philippinischen Nationalpolizei (Philippine National Police, PNP), und war als solcher zunächst Chef der 3. Patrouillenkompanie, ehe er von 1972 bis 1974 Chef für Sonderoperationen der Militärpolizei (MPIS) war. Anschließend war er zunächst Stellvertretender Kommandeur und dann von 1975 bis 1979 Kommandierender Offizier der Ermittlungs- und Nachrichteneinheit (Investigation and Intelligence Unit) der METROCOM. Danach war er bis 1980 Stellvertretender Kommandeur des Südsektors der METROCOM und daraufhin zwischen Juni und September 1984 Polizeikommandeur der Provinz Cebu. Darüber hinaus war er Absolvent eines Generalstabkurses an der Generalstabsschule der Streitkräfte (Armed Forces of the Philippines, AFP) in Fort Bonifacio in Manila.
Im Anschluss blieb er zunächst als Kommandeur des Ostsektors der METROCOM in Manila, um danach von Mai 1985 bis Mai 1986 das Amt des Polizeikommandeur der Provinz Rizal zu übernehmen. Daraufhin wurde Mendoza Polizeikommandeur der Provinz Bulacan und danach von Mai 1989 bis Mai 1990 Polizeikommandeur der Provinz Pangasinan. Im Mai 1990 erfolgte seine Ernennung zum Chef des Stabes der PC in der Region IV (CALABARZON).
Danach war er von Februar 1991 bis April 1991 kurzzeitig Kommandeur der Sondereinsatzgruppe (Task Force) „Mina de Oro“, um im Anschluss bis 1992 das Amt des Chefs des Direktionsstabes der PNP in der neuen Autonomous Region in Muslim Mindanao (ARMM) zu übernehmen. 1992 kehrte er nach Manila in die Zentrale der PNP zurück und wurde zuerst Stellvertretender Direktor und dann 1993 Direktor des Nachrichtendienstes. 1994 erfolgte seine Ernennung zum Polizeidirektor der Region IV (CALABARZON) sowie 1995 zum Polizeidirektor der Hauptstadtregion (National Capital Region) von Metro Manila. Nach einer Tätigkeit als Chef des Direktionsstabes der PNP von 1996 bis 1997 war er zwischen 1997 und 1998 Stellvertretender Chef der PNP für Verwaltung (Deputy Chief PNP for Administration (DCA)). Im Anschluss war er bis Januar 2001 Exekutivdirektor des Zentrums für Transnationale Kriminalität (Philippine Center on Transnational Crime).
Im Januar 2001 wurde er zunächst kommissarischer Chef und dann am 16. März 2001 Chef der Philippine National Police (Chief, PNP) und war als solcher Generalpolizeidirektor (Police Director General) im Rang eines Generals.
Am 3. Juli 2002 schied er aus dem aktiven Polizeidienst aus, nachdem er von Präsidentin Gloria Macapagal-Arroyo als Minister für Verkehr und Kommunikation (Secretary of Transportation and Communications) berufen worden war und deren Kabinett bis zu seinem Tod angehörte. Nachfolger als Chef der PNP wurde Hermogenes Ebdane Jr., der spätere Minister für öffentliche Arbeiten und Autobahnen.
Zeitweise war Mendoza auch Präsident der Ehemaligenvereinigung der Militärakademie (PMA Alumni Association) sowie Vorsitzender der Vereinigung der Polizeichefs der Philippinen (Association of Chief of the Police of the Philippines Inc.).
Sein Sohn ist der Politiker Mark L. Mendoza, der seit 2007 für die Nationalist People’s Coalition (NPC) Mitglied des Repräsentantenhauses ist und dort den Wahlkreis Batangas 4th District vertritt.